# Мікрорайон Новий
Мікрорайон Новий (крим. Yañı mikrorayonı) — мікрорайон Карасубазара (Білогірська).
Розташований на сході міста між річкою Біюк-Карасу та східною межею міста, на північ від заводу будматеріалів.
Станом на 2023 рік вулиці мікрорайону ще не мають назв.